# Campo nell'Elba
Campo nell'Elba é uma comuna italiana da região da Toscana, província de Livorno, com cerca de 4.158 habitantes. Estende-se por uma área de 55 km², tendo uma densidade populacional de 76 hab/km². Faz fronteira com Capoliveri, Marciana, Portoferraio.